# سجلات بريدين
سجلات بريدين هي سلسلة روايات تعليمية عالية الخيال للأطفال مكونة من خمسة أجزاء كتبها المؤلف الأمريكي لويد ألكسندر ونشرتها شركة هنري هولت وشركاه. تتضمن السلسلة: كتاب الثلاثة صدرت عام 1964 والمرجل الأسود عام 1965 وقلعة لير عام 1966 وتاران واندرر عام 1967 والملك السامي عام 1968. حصلت المرجل الأسود على جائزة تيوبري عام 1966 كما فازت بميدالية نيوبير عام 1969.
تدور أحداث الروايات الخمس في بريدين وهي دولة خيالية يحكمها ملِك نبيل يشرف على العديد من الممالك الصغيرة. يعتمد الإعداد على ويلز ويسكنها مخلوقات وشخصيات مستوحاة من الأساطير والفولكلور الويلزي. تدور أحداث السلسلة حول بطل الرواية تاران، وهو شاب مجهول النسب يعيش في مزرعة مع ساحر قديم يُدعى دالبن ومزارع يدعى كول. تاران الذي يحلم بأن يكون بطلًا عظيمًا، يُدعى "مساعد حارس الخنازير" ومكلف بالمساعدة في رعاية وحماية هين ون خنزير أبيض حكيم يمكنه الاستبصار بطريقة سحرية. تاران لديه سلسلة من المغامرات حيث يساعد في حماية أرض بريدين من التهديدات المختلفة وعلى رأسها آرون الشرير الذي تضم قواته جيشًا من الموتى الأحياء يُعرف باسم كولدرون بورن. طوال الروايات كان رفاق تاران الرئيسيون هم الأميرة إيلونوي والشاعر فليودور فلام ورجل الوحش البري جورجي والقزم دولي. يعمل الأبطال بشكل متكرر جنبا إلى جنب مع فير فولك (مجتمع من الجان والكائنات المماثلة) والمحاربين المعروفين باسم أبناء الدون. إلى جانب المعارك المختلفة ضد قوى الشر تركز الروايات على رحلة نضج تاران
رافق رواية سجلات بريدين كتاب قصة قصيرة مصورة في عام 1965 وآخر في عام 1967، وتلاها كتاب اللقيط وحكايات بريدين الأخرى وهي مجموعة من ست قصص قصيرة نٌشرت في عام 1973. نٌفذ فن الغلاف للروايات والفن الداخلي للكتب المصورة للقصة القصيرة بواسطة إيفالين نيس. أُنتجت الرسوم التوضيحية الجديدة لمختارات عام 1973 بواسطة مارجوت زيماخ. حولت أول روايتين من سلسلة سجلات بريدين بشكل فضفاض في فيلم ديزني عام 1985 المرجل الأسود أنتجت أيضًا لعبة فيديو تحمل نفس الاسم من إنتاج شركة سييرا إنترتيمنت.

## الإلهام والتطوير
أثناء الحرب العالمية الثانية تلقى لويد ألكسندر تدريبًا استخباراتيًا عسكريًا في ويلز وأصبح على دراية بالثقافة والجغرافيا واللغة الويلزية. لقد أبدى اهتمامًا خاصًا بقلاع البلاد والفولكلور، موضحًا لاحقًا أنه "كان مهتمًا دائمًا بالأساطير". وصف الإسكندر فيما بعد تجاربه في ويلز بأنها "جزء من المادة الخام لكتب بريدين".
تعتمد جغرافية الأرض السحرية لبريدين بشكل فضفاض على ويلز. أصبح ينيس مون، الاسم الويلزي لجزيرة أنغلزي، جزيرة منى. كلمة بريدين نفسها هي الاسم الويلزي لبريطانيا والتي ترتبط بها كلمة "بريطانيا" اشتقاقيًا.
تعتمد القصص على الموضوعات والأفكار والثقافة المستوحاة من الفولكلور الويلزي، ولا سيما القصص التي تم جمعها في مابينوغيون. وفقا للإسكندر فإن جميع أسماء الأعلام تقريبًا في بريدين هي من الأساطير أو التاريخ الويلزي، باستثناء إيلونوي وتاران. تشير ملاحظة المؤلف في الرواية الأولى كتاب الثلاثة إلى أن قصص وشخصيات بريدين هي قصصه الخاصة وليست مجرد إعادة سرد للفولكلور القديم، مضيفًا أن طلاب الثقافة الويلزية يجب أن يكونوا مستعدين لرؤية أسماء مألوفة مثل أراون وجويديون مرتبطة بشخصيات تتصرف بشكل مختلف تماما عن أسمائهم الأسطورية. في ملاحظة المؤلف عن قلعة لير قال ألكسندر إن سجلات بريدين تهدف إلى توصيل "الشعور وليس الحقيقة بأرض ويلز وأساطيرها". في ملاحظة المؤلف للملك النبيل، قال ألكسندر عن السلسلة "علة الرغم من أنها نشأت من الأسطورة الويلزية، فقد اتسعت لتشمل محاولتي لجعل أرض الخيال ذات صلة بعالم الواقع".
في الأصل، خطط الإسكندر لكتابة رواية أو روايتين فقط من سلسلة بريدين، ثلاث على الأكثر. في مرحلةٍ ما كانت الخطة عبارة عن ثلاثية من الكتب بعنوان معركة الأشجار والأسد ذو اليد الثابتة وجويون الصغير. بحلول عام 1965 تغيرت الخطة لسلسلة من أربع روايات بعناوين جديدة. الرواية الأولى كتاب الثلاثة أصدرتها شركة هولت وشركاه في عام 1964، وتلاها رواية المرجل الأسود في عام 1965 وقلعة لير في عام 1966. في الأصل كان من المفترض أن تحمل الرواية الرابعة عنوان ملك بريدين النبيل. ولكن عندما أنهى الإسكندر قلعة لير لاحظ أحد المحررين أنه شعر كما لو أن بعض المواد مفقودة بين المجلدين الثالث والرابع. ليكون بمثابة جسر بين الاثنين وإظهار المزيد من رحلة تاران إلى النضج، بدأ الإسكندر في كتابة رواية جديدة باسم تاران واندرر وأنهىها بعد شهر واحد من نشر قلعة لير في عام 1966  نُشرت الرواية الجديدة تاران واندرر عام 1967. كانت الرواية الأخيرة باسم الملك النبيل نُشرت في عام 1968، في ختام السلسلة المكونة من خمسة مجلدات. قام الملك النبيل بتضمين خريطة موضحة بواسطة إيفالين نيس، التي قامت أيضًا بعمل غلاف فني لإصدارات الرواية الأصلية.
أثناء كتابة السلسلة، نشر لويد ألكسندر أيضًا قصصًا قصيرة تدور أحداثها في بريدين، والتي تحدث قبل أحداث الروايات. وشمل ذلك كول وخنزيره الأبيض (1965) والقيثارة الصادقة (1967)، وكلاهما عبارة عن كتابين مصورين مكونين من 32 صفحة برسوم إيفالين نيس.
نُشرت اللقيط وحكايات بريدين الأخرى في عام 1973 في مجموعة من ست قصص قصيرة جديدة لبريدين برسوم مارجوت زيماخ مع نسخة من خريطة من الملك النبيل رسمتها إيفالين نيس. كان مخصصًا "لأصدقاء بريدين، الذين وعدوا بقراءة المزيد إذا كنت سأكتب أكثر". ففل اامجموعة لحظ ألكساندر أن "الطلب الشعبي يشكل ذريعة رائعة" للعودة إلى عالم بريدين الخيالي ولكن ليس لتغطية نفس الأرضية، ومن هنا جاء قراره بجعل القصص مقدمة.
تتألف سلسلة سجلات بريدين (1991) من الروايات الخمس ومواد الطبعة الأصلية من اللقيط، ولكن ليس قصص أول كتابين مصورين.
في عام 1999، نشر هولت وشركاه طبعة موسعة من اللقيط تتضمن مادة الكتاب الأصلي مع إضافة القصص القصيرة (ولكن بدون الرسوم التوضيحية) لكول وخنزيره الأبيض والقيثارة الصادقة، إلى جانب دليل نطق بريدين الجديد. مع إدخالات لـ 49 اسم علم. تم تضمين دليل النطق في الإصدارات اللاحقة من الروايات الخمس الرئيسية وكذلك خريطة نيس.
في عام 1999، أوضح ألكساندر لطلاب سكولاستيك: كان الملك النبيل هو التطور المنطقي الأخير للكتب الأربعة الأولى لسجلات بريدين. لم يكن كتابًا سهلاً للكتابة، لكنني على الأقل كنت أبني على أساس كنت قد صنعته بالفعل. لم أفكر أبدا في نهاية مختلفة..." وأضاف أنه بعد كتابة سلسلة سجلات بريدين التي استغرقت سبع سنوات، "كانت الشخصيات قريبة مني مثل عائلتي... بكيت في النهاية - لرؤية تاران يواجه مثل هذا القرار الصعب الوحشي ".

## التَأليف
كانت بريدين تحكمها في السابق الملكة الساحرة الشريرة الملكة آشرين، وهي الآن تحت سلطة الملك النبيل العادل وهو أحد أفراد العائلة المعروفة باسم أبناء دون، أحفاد السيدة دون وقرينتها بيلين. يتمركز الملك النبيل ومحاربيوه المعروفون باسم أبناء الدون، في المعقل المُسمى كاير داثيل. تنقسم بقية بريدين إلى مناطق وممالك صغيرة (تُسمى كانتريف) يحكمها العديد من الملوك الأدنى الذين يدينون بالولاء للملك الأعلى. توجد مجموعة من القرى تسمى كوموتس الحرة خارج نطاق أي سلطة قضائية في كانتريف، ولا تخضع إلا للملك الأعلى.
تمت الإطاحة بالملكة الشريرة آشرين على يد قرينها وطالب السحر أراون. أخذ أراون التاج الحديدي وأصبح سيد قلعة أنوفين أرض الموتى. يُعرف محاربو آراون المعروفون باسم سيد الموت ومن بينهم"المرجل المولود" (جنود أوندد أعيد إحياؤهم بواسطة المرجل الأسود السحري)، وقائد الحرب المخيف المُسمى الملك ذو القرون والصيادون المتعطشون للدماء في أنوفين (الذين ينقلون قوتهم في الموت إلى رفاقهم الباقين على قيد الحياة). يقوم أراون أيضًا بإفساد سلالة من الطيور وتحويلها إلى عملاء جويثينتس متوحشون يطيرون جواً. عندما تبدأ الرواية الأولى يقوم أراون والملك ذو القرون بوضع خطط جديدة لغزو بريدين.
أسفل وداخل بيردين توجد مملكة فير فولك، وهو مجتمع من كائنات خارقة للطبيعة صغيرة الحجم تستخدم السحر للبقاء مخفية والحفاظ في الغالب على شؤونها الخاصة. نظرًا لعدم وجود حب لأراون، فإن القوم العادلون يساعدون أحيانًا بريدين ضده.
تشمل المواقع المهمة في بريدين: كاير دالبن المنزل البسيط لبطل المسلسل تاران ومعلمه دالبن والمحارب المتقاعد كول. كاير كولور التي تقع بالقرب من جزيرة مونا هي موطن أجداد عائلة لير؛ القلعة الحلزونية قلعة الساحرة آشرين؛ أنوفين قلعة أراون وأهوار مورفا، مستنقع مسكون يسكنه السحرة أوردو وأوروين وأورجوتش.
بالإضافة إلى أجناس البشر و فير فولك، تعد بريدين موطنًا للعديد من المخلوقات الغريبة مثل رجل الغابة الغريب الذي يُدعى جورجي.

## المنشورات

### الروايات

#### كتاب الثلاثة (1964)
تاران صبي صغير في أوائل أو منتصف سن المراهقة، يعيش مع معلمه دالبن ساحر يبلغ من العمر 379 عامًا والمزارع المُسن والمُحارب المتقاعد كول ابن كولفريور. يُدعى تاران "مساعد حارس الخنازير" وهو مكلف برعاية هن ون وهو خنزير أبيض سحري. بعد أن فقد الخنزير بسرعة وتبعه إلى الغابة التقى تاران بالأمير غويديون، ابن الملك الأعلى لبريدين الذي ييأمل في استشارة الرؤى النبوية للخنزير الأبيض. بعد مصادقة مخلوق يُدعى جورجي يُقبض على تاران من قبل كولدرون بورن المحاربون الأحياء التابعون للملك ذو القرون. هربًا من السجن وجد تاران السيف الأسطوري ديرنوين ويُصبح صديقًا لإيلونوي أميرة من عائلة من السحرة، وفلودور فلام، الملك بالولادة الذي اختار أن يكون شاعرًا. معًا قرر الرفاق الجدد (انضم إليهم لاحقًا قزم يُدعى دولي) إيقاف خطط الملك ذو القرون وسيده أراون سيد أرض الموت.

#### المرجل الأسود (1965)
بعد ما يزيد قليلاً عن عام من أحداث كتاب الثلاثة، دعا الأمير غويديون الحلفاء إلى مجلس استضافه دالبن. يختفي الرجال بينما ينضم المزيد من الموتى الأحياء المولودين في المرجل إلى قوات أراون. يشرع تاران ورفاقه في مهمة للاستيلاء على المرجل الأسود وإيقاف إنشاء المزيد من المحاربين الموتى الأحياء. يواجهون ثلاث ساحرات في مستنقعات مورفا ويقاتلون صيادي أنوفين وهم محاربون مخيفون يمكنهم منح بعضهم البعض قوتهم وسلطتهم.
فازت رواية المرجل الأسود بجائزة نيوبري في عام 1966 

#### قلعة لير (1966)
بعد ثمانية عشر شهرًا من نهاية المرجل الأسود، تقرر إيلونوي بعد تشجيعها على الذهاب من بيت لير  إلى البلاط الملكي في جزيرة مونا حتى تتمكن من مواصلة تعليمها كأميرة مناسبة. خلال رحلتها تصادق الأمير رون. في وقت لاحق تتعرض للاختطاق مما دفع تاران ورون وآخرين للشروع في مهمة إنقاذ. خلال المغامرة يتعرف الرفاق على المزيد من تراث إيلونوي السحري ويعثرون على أنقاض منزل أجدادها.

#### تاران واندرر (1967)
بعد ثلاث سنوات من قلعة لير، يقع تاران في حُب إيلونوي لكنه يخشى ألا يتزوجها أبدًا إذا كان من مواليد مشتركين. على أمل أن يكون لديه بعض الدماء النبيلة، فإنه يبحث عن الحقيقة حول نسبه. في هذه الأثناء، يقوم ساحر بشري يُدعى موردا بمداهمة العوالم السرية لشعب فير فولك. أثناء رحلته بين كانتريف وكوموتس بريدين، يزيد تاران من معرفته في مجموعة متنوعة من المهارات، ينضج بشكلٍ كبير على طول الطريق ويكتسب ثقة جديدة في نفسه.

#### الملك النبيل (1968)
بعد أيام من انتهاء تاران واندرو، يعود الشاب تاران إلى منزله ويعلم أن إيلونوي قد عادت من جزيرة مونا، التي يحكمها الملك رون الآن. يُهاجم خدم أراون المحارب غويديون ويستولون على السيف الأسود السحري ديرنوين. ينضم تاران ورفاقه إلى قوات بريدين الأخرى في جهد كبير لهزيمة آرون مرة واحدة وإلى الأبد.
حصلت رواية الملك النبيل على  جائزة نيوبيري المرموق لأدب الأطفال عام 1969.

### قصص قصيرة
كول وخنزيره الأبيض (1965). كتاب مصور مكون من 32 صفحة من تأليف ألكسندر ورسوم إيفالين نيس. يُظهر الكتاب كول شابًا أصغر سنًا، قبل سنوات من لقاء تاران.
القيثارة الصادقة (1967). كتاب مصور مكون من 32 صفحة من تأليف ألكسندر ورسوم إيفالين نيس. قصة فلودور فلام عندما كان شابًا، قبل سنوات عديدة من لقاء تاران.
اللقيط وحكايات بريدين الأخرى (1973). مُختارات من ست قصص قصيرة جديدة من تأليف ألكسندر، جميعها مرسومة بواسطة مارجوت زيماخ . كانت مخصصة "لأصدقاء بريدين، الذين وعدوا بقراءة المزيد إذا قمت بكتابة المزيد". تستكشف جميع القصص الست وقتًا "قبل ولادة تاران، مساعد حارس الخنازير "،  مما يعني أنها تدور أحداثها قبل خمسة عشر عامًا على الأقل من أحداث الرواية الأولى. نُشرت طبعة موسعة في عام 1999، مضيفةً القصتين القصيرتين الأصليتين كول وخنزيره الأبيض والقيثارة الصادقة، ولكن لا تشمل الرسوم التوضيحية التي رسمتها نيس لتلك الكتب المصورة.

### الجامع
يتألف كتاب سجلات بريدين الجامع (1991) من روايات الخمس والقصص القصيرة الست اللاحقة، ولكنها لا تتضمن قصص أول كتابين مصورين. تشتمل كل رواية على خريطة بريدين من رسم إيفالين نيس (الرسامة الأصلية للكُتب المصورة وأغلفة الروايات) وتتضمن كل قصة الرسوم التوضيحية رسمتها مارجوت زيماش للرواية الأصلية اللقيط وحكايات أخُرى.

## التكيف

### الفيلم
أصدرت شركة والت ديزني للإنتاج فيلم رسوم متحركة مُقتبس من رواية سجلات بريدني في عام 1985. يعتمد فيلم المرجل الأسود بشكل أساسي على الروايتين الأوليين مع دمج بعض العناصر من الروايتين الأخريين. بلغت ميزانية إنتاج الفيلم 44 مليون دولار، بينما حقق عرضه في دور العرض 21 مليون دولار فقط في الولايات المتحدة. اختلفة آراء النقاد على الفيلم بين الذين وجدوا الفيلم جميلًا، لكنه مربك وكئيب للغاية بسبب طبيعته المظلمة والنص المفكك، على الرغم من أن روجر إيبرت أعطاه مُراجعة إيجابية. أدى تأخير الإنتاج وأدائه المخيب للآمال في شباك التذاكر إلى تعريض مستقبل قسم استوديو ديزني للرسوم المتحركة للخطر. ثم شعر رئيس الاستوديو المعين حديثًا جيفري كاتزنبرج بالفزع من المنتج، وشعر رسامي الرسوم المتحركة أنه يفتقر إلى الفكاهة والشفقة والخيال الذي كان قويا جدا في عمل لويد ألكسندر. لقد كانت القصة فرصة لا تتكرر إلا مرة واحدة في العمر وكان من المحزن رؤية مثل هذه المواد الرائعة تضيع.
قال لويد ألكسندر عن الفيلم: أولاً، يجب أن أقول إنه لا يُوجد أي تشابه بين الفيلم والكتاب. وبعد قولي هذا فإن الفيلم في حد ذاته، كفيلم بحت وجدته ممتعًا للغاية.
في 17 مارس 2016، أكدت مجلة فارايتي أن والت ديزني بيكتشرز قد استعادت حقوق الفيلم لسجلات بريدين، بهدف تحويل سلسلة الكتب إلى سلسلة صور متحركة ملحمية حية أكثر انسجامًا مع خيال لويد ألكساندر العالي. المشروع حاليًا في مرحلة التطوير المُبكر في استوديوهات والت ديزني مع عدم وجود مخرج أو منتج أو كاتب سيناريو حتى الآن.

### كتاب مسموع
في أوائل العقد الأول من القرن الحادي والعشرين، أنتجت مكتبة الاستماع (راندوم هاوس) كتب مسموعة كاملة من قراءة جيمس لانغتون للمجلدات الخمسة الرئيسية مع قراءة ملاحظات المؤلف بواسطة لويد ألكسندر نفسه. نُشر الكتب الصوتية على أشرطة صوتية مدمجة وأقراص مضغوطة، وكانت متاحةأيضًا للتنزيل من عام 2004 إلى عام 2005  في مايو 2017، أُصدر كتاب صوتي مُقتبس عن اللقيط وحكايات بريدين الأخرى بتنسيق رقمي. تمت قراءة هذه الطبعة أيضًا بواسطة جيمس لانجتون.

## الاستقبال
بعد حصولها على وسام نيوبيري وشرف نيوبيري، أصبحت سلسلة سجلات بريدن مُعترف بها على نطاق واسع كمساهمة قيمة في أدب الأطفال. كتبت روث هيل فيغيرز في كتابها التاريخ النقدي لأدب الأطفال عام 1969، مثل معظم التخيلات الجيدة، ترتبط الكتب بالإنسانية؛ فالشخصيات بها إخفاقات ولكن لديها أيضًا إمكانية تحقيق العظمة.
في عام 2012، صُنف الجزء الأول من السلسلة كتاب الثلاثة في المرتبة رقم 18، وكتاب الملك النبيل رقم 68 من بين أفضل روايات الأطفال على الإطلاق في استطلاع نشرته مجلة سكول لايبراري جورنال، وهي مجلة شهرية تستهدف جمهورًا أمريكيًا في المقام الأول.

## الشخصيات
الشخصيات مذكورةٌ حسب الكتاب الذي ظهرت فيه لأول مرة.
تاران، مُساعد مربي الخنازير. بطل الرواية الرئيسي في سلسلة سجلات بريدن، هو شاب ينمو من مرحلة المراهقة المُبكرة إلى مرحلة البلوغ على مدار السلسلة. في البداية دفاعي وسريع الغضب ومندفع، ينضج خلال السلسلة ويجعلها نقطة لتحسين نفسه وزيادة معرفته. أبوه الحقيقي غير معروف، يتلقى تاران الإرشاد والتوجيه من قبل الساحر القديم دالبن ويعيش الاثنان معًا في كاير دالبن في مزرعة يملكها المحارب الذي تحول إلى مزارع كول. في البداية يكون تاران غير راضٍ عن حياته كمزارع ويتوق إلى أن يكون بطلًا يجد المجد في المغامرات. بنهاية الكتاب الأول، يُعيد النظر في هذا الرأي ويدرك أنه يعيش حياة بسيطة في مزرعة كاير دالبن ويريد البقاء هناك. على الرغم من ذلك، تم استدعاؤه لاحقًا للمغامرة مرة أخرى.
دالبن عندماظهر لأول مرة في كتاب الثلاثة كان عمره بالفعل 379 عامًا. يعيش في مزرعة كول في كاير دالبن ويعمل كحامي ومعلم تاران ويساعد في حماية الخنزير السحري هين ون. يتعرف عليه البعض على أنه أقوى ساحر في بريدين وعلى الرغم من أن قدراته قوية جدًا إلا أنها تُستخدم باعتدال.
كول مُحارب مُتقاعد يتمتع بمهارة كبيرة، يعيش كول الآن في مزرعته في كاير دالبن حيث يعمل كحارس للخنزير أوراكول هين ون. عند مقابلة الساحر دالبن، يسمح للرجل العجوز وتاران بالإقامة في المزرعة. عندما يكون تاران في منتصف سن المراهقة، ينقل كول العديد من مسؤوليات هين ون إليه ويطلق على الصبي اسم "مساعد حارس الخنازير".
هن ون خنزير سحري أبيض، ينعم بالقدرة على التنبؤ بالأحداث المُستقبلية والكشف عن المعلومات المخفية. تنتمي هن ون في الأصل إلى مزارع بسيط ولكن سيد الموت آرون يتعلم من قوتها التنبؤية ويأسرها. تُعاني لبعض الوقت كسجينة في القلعة المظلمة أنوفين. يسافر المحارب كول في النهاية إلى أنوفين بمفرده وينقذ الخنزير، ليصبح القائم على رعايتها. عندما يتقاعد كول يبقيها في مزرعته. يساعد تاران ودالبن في الاعتناء بها بعد إقامتهما في المزرعة. عندما يكون تاران مُراهقا يمنحه كول مازحا اللقب الرسمي لمساعد حارس الخنازير. ضاع هن ون في بداية كتاب الثلاثة، مما يتسبب في سلسلة من الأحداث التي تضع تاران على طريق أن يصبح بطلًا.
الأميرة إيلونوي أميرة بيت لير ونساؤهم ساحرات هائلات. تصادق تاران في الكتاب الأول وعلى مر السنين يطورون مشاعر رومانسية لبعضهم البعض. إيلونوي هي ابنة أنغاراد وهي بدورها ابنة ريغات. ضد رغبات والدتها تزوجت أنغراد من شخص من عامة الناس يُدعى جيريانت والد إيلونوي. ذكية وذكية كما يعتبرها البعض مشتتة الذهن. غالًبا ما تستخدم تشبيهات واستعارات غير عادية. تفضل السير حافي القدمين وعادةً ما تفضل الصنادل إذا كان عليها ارتداء الأحذية. تحمل معها جولدن بليدرين الحلي السحرية التي كانت في عائلتها لأجيال.
فليودور ففلام ابن غودو. سيد كانتريف في بريدين وهو ملك لأحد المملكة الصغيرة. لديه القليل من المسؤوليات ويعتقد بأن شعبه يسير على ما يرام بدونه، غالبًا ما يُغادر مملكته مفضلاً التجول كشاعر. على الرغم من ميله إلى التفاخر، إلا أن أوتار قيثارته الصادقة المسحورة تنكسر عندما يكذب، مما يجبره أحيانًا على أن يكون صادقًا.
غورجي كائن طيب الطباع وجائع دائمًا وهو إنسان ووحش في نفس الوقت. لديه أذرع طويلة ومُغطاة بالفراء وأوراق الشجر. غالبًا ما يشير إلى نفسه بضمير الغائب، أسلوبه في الكلام مليء بأزواج من الكلمات المقفاة (الطحن والمضغ، الضرب والمضغ، التسلل والاختلاس) والعبارات الزائدة عن الحاجة (انظر بالنظرات). غورجي متواضع ومُخلص تجاه رفاقه من البشر، وقد خضع في البداية حتى لتاران باعتباره سيدًا نبيلًا. يلعب دورًا مهمًا للغاية من خلال العثور عن طريق الخطأ على العناصر المخفية التي تشغل في النهاية دورًا حيويًا في القصص.
دولي من فير فولك، وهو مجتمع من الكائنات السحرية الذين يعيشون في مملكة واسعة تحت الأرض تمتد عبر بلد بريدين بأكمله. يوصف دولي بأنه قزم قصير ممتلئ الجسم يحمل عددًا من الأسلحة وهو بارع في الصيد والقتال والتخفي. في الأصل، يُقال إنه الوحيد من أقاربه الذي لا يملك القدرة على جعل نفسه غير مرئي. بعد مُساعدة رفاق تاران وبيت الدون في كتاب الثلاثة، يكافأه جويديون بالاختفاء، على الرغم من أن كل استخدام يسبب إحساسًا غير مريح داخل أذنيه.
الملك إيديليغ الزعيم المنعزل للشعب العادل. يُساعد تاران وحلفائه في معارك عديدة ضد قوات أنوفين.
غويديون أمير الدون، وريث الملك ماث من بريدين. وهو قائد حرب بيت الدون ضد قوات أنوفين ويركب حصانا يُدعى ميلينجار. بعد مقابلة تاران في كتاب الثلاثة يُصبحان صديقين ويرافقه في عدة مغامرات.
ماث ابن ماتونوي٬ الملك الأعلى لبريدين، يحكم ماث فوق كل الملوك الصغار في البلاد، وهو من أحفاد السيدة دون وقرينتها بيلين ملك الشمس. الحاكم العادل تساعد قيادة ماث في إبقاء آرون سيد الموت تحت السيطرة جزئيًا. يسكن في معقل كاير داثيل قلعة أبناء الدون الواقعة شمال جبال النسر.
الملك ذو القرنين لبعض الوقت، كان بطل آراون وقائد الحرب لقوات سيد الموت. يُوصف بأنه رجل ضخم يرتدي دروعًا، باستثناء ذراعيه العاريتين والملطختين باللون القرمزي. إلى جانب هذا يرتدي عباءة حمراء وقناع جمجمة ذو قرن الوعل.
آشرين ملكة بريدين السابقة، انتهى حُكمها الاستبدادي على يد قرينها السابق وطالبها أراون، الذي أخذ منها التاج الحديدي. تعيش كأحد رعايا أراون في القلعة الحلزونية، فهي تحتقر سيد الموت وتضع خططها الخاصة للسيطرة على بريدين، بينما تجد نفسها منجذبة إلى المحارب النبيل غويديون وتحميه.
أراون سيد الموت. الخصم الرئيسي في السلسلة، أراون هو في الأصل رجل بشري. يكتسب قوى سحرية من خلال تعليمه من قبل الملكة الشريرة آشرين خلال فترة حكمها لبريدين. بعد أن أصبح قويًا كقرينته، أطاح بآشرين وأخذت منها التاج الحديدي. بعد حصوله على المرجل الأسود، أنشأ جيشًا قويًا من الموتى الأحياء يُعرف باسم كولدرون بورن. ثم يحاول غزو بريدين الذي غالبًا ما يتحدىه أبناء الدون.

### المرجل الأسود
الملك سموت سيد كانتريف كاديفور الصاخب وواحد من سكان كانتريف الجنوبيين الوحيدين الذين ظلوا مخلصين للملك الأعلى.
الملك مورجانت حاكم مملكة مادوك.
غويستيل يصفه  أحد القوم العادلين بأنه يُشبه حزمة من العصي مع خيوط العنكبوت تطفو في الأعلى. يعيش غوسيتيل في موقع مخفي تحت الأرض بالقرب من حدود أنوفين. لديه غُراب أليف، يُدعى كاو والذي يُعطيه لاحقًا لتاران.
كاو غراب، كان في الأصل حيوانًا أليفًا لغويستيل قبل أن يُعطيه لتاران. يستطيع كاو التحدث ولو بعبارات مكونة من كلمة واحدة فقط. لديه مزاج مؤذ، وغالبًا ما يلعب الحيل على أصدقائه من البشر ويتحدث بحرية أكبر مما ينبغي.
الدير يوصف بأنه أمير لم يترك له والده سوى اسمه وسيفه وهو حساس للغاية بشأن فقره.
أدون مُنشد ومحارب ومعالج موهوب يحمل بروشًا مميزًا يمنح أحلامًا سحرية.
أوردو وأوروين وأورجوتش ثلاث ساحرات يعيشون بمفردهم في مستنقعات مورفا، على ما يبدو مستوحاة من نورنز الفولكلور. على الرغم من أن هوياتهم تبدو سلسة وقابلة للتبديل، إلا أن كل شخصية لها مظهر مُميز: ترتدي أوروين قلادة من الحجارة اللبنية، وشعر أوردو مزين بالعديد من الزخارف، ووجه أورغوتش مظلل بقلنسوة سوداء. لقد كانوا المالكين الأصليين للمرجل الأسود وأقرضوه إلى أرون، الذي استخدمه لإنشاء كولدرن بورن. إنهم يتبادلون المعلومات والنصائح لأي شخص شجاع بما يكفي لدخول مجالهم، على الرغم من أنهم يطلبون دائمًا سعرًا سحريًا. منذ سنوات عديدة، قاموا بدور حراس دالبن عندما عثروا عليه كطفل رضيع مهجور بالقرب من المستنقع.
صيادو أنوفين مجموعة من المقاتلين المتوحشين عديمي الرحمة المشهورين بقدرتهم على التحمل والمثابرة والتعطش للدماء. إنهم يخدمون في جيش أراون، وكل منهم يحمل علامة أنوفين على جباههم. عندما يُقتل أحدهم، تنتقل قوته بطريقة سحرية إلى رفاقه القريبين، مما يجعل كل منهم أقوى مع تضاؤل أعدادهم.

### قلعة لير
الأمير رون الابن الوحيد للملك رودلوم والملكة تيليريا اللذين يحكمان جزيرة مونا. مرح وإيثار كما أنه أخرق وعرضة للحوادث، حيث يعتقد الآخرون أنه يجب أن ينضج قبل تولي العرش. ظهر للأول مرة في كتاب قلعة لير عندما أرسل الساحر دالبن الأميرة إيلونوي لتعيش في القلعة وتحصل على تنشئة مُناسبة.
رئيس ستيوارد ماج رجل مُحترم في جزيرة مونا، أصبح متعطشًا للسلطة بشكل متزايد ويركز على رغباته الخاصة.
غلو مُستاءًا من حجمه الضئيل، يلجأ غلو إلى الجرعات السحرية لزيادة حجمه الجسدي، ويختبرها أولاً على قطة برية. وبسبب ميله إلى الشفقة على الذات واليأس، عمل لاحقًا على تحسين شخصيته بدلاً من جسده.
ليان قطة ذات فراء برتقالي تصبح أكبر من الحصان بسبب جرعة النمو التجريبية التي ابتكرها غلو. لاحقًا استحوذت موسيقى فليودور على إعجابها، وأصبحت بمثابة جواده.

### تاران واندرو
عيدان مُزارع يؤوي تاران أثناء بحثه عن والديه.
دوراث قطاع الطرق الغادر والمرتزقة. الرجل الثاني غير الرسمي في قيادته هو قطاع الطرق غلوف.
كرادوك راعي عجوز يدعي أن له صلة بتاران.
لونيو ابن لونوين محظوظ بشكل غير عادي، فهو وعائلته يقضون أيامهم في انتظار كل ما يأتي في طريقهم.
هيفيد سميث حداد خبير يقوم بتعليم تاران تزوير السيف.
دويفاتش الحائكة-المرأة نساجة خبيرة تعلم تاران مهاراتها.
أنلو كلاي شيبر خزاف خبير من كوموت ميرين يقوم بتعليم تاران صناعة الفخار. اعتبر تاران لاحقًا أن أنلو هو الأكثر حكمة بين معلميه في كوموت.
لاسار بن درودواس شاب ومتحمس لإثبات نفسه كرجل، فهو صورة طبق الأصل لتاران في سنوات شبابه. معرفته بالحرف الجبلية تثبت أنها حيوية.
موردا ساحر شرير يرغب في الوصول إلى القوة المُطلقة.

### الملك النبيل
الملك بريديري ابن بويل ملك العوالم الغربية، أصبح مقتنعًا بشكل متزايد بأن الإجراءات المتطرفة فقط هي التي ستجلب النظام إلى بريدين.

## الروابط الخارجية
- سجلات بريدين في الأدب الخيالي